# Meeder
Meeder – miejscowość i gmina w Niemczech, w kraju związkowym Bawaria, w rejencji Górna Frankonia, w regionie Oberfranken-West, w powiecie Coburg. Leży około 8 km na północny zachód od Coburga, przy autostradzie A73 i linii kolejowej Coburg – Bad Rodach.

## Dzielnice
W skład gminy wchodzą następujące dzielnice:
| - Ahlstadt - Beuerfeld - Birkenmoor - Drossenhausen - Einzelberg | - Großwalbur - Herbartsdorf - Kleinwalbur - Kösfeld - Mirsdorf | - Moggenbrunn - Neida - Ottowind - Sulzdorf - Wiesenfeld |

## Zabytki i atrakcje
- ratusz
- Kościół pw. św. Wawrzyńca (St. Laurentius)
- Kościół ewangelicki w dzielnicy Wiesenfeld
- zamek Sternberg
- zamek wodny w dzielnicy Moggenbrunn

## Osoby urodzone w Meeder
- Johann Nikolaus Forkel (1749 – 1818), organista, muzykolog, twórca pierwszej biografii Jana Sebastiana Bacha

## Galeria

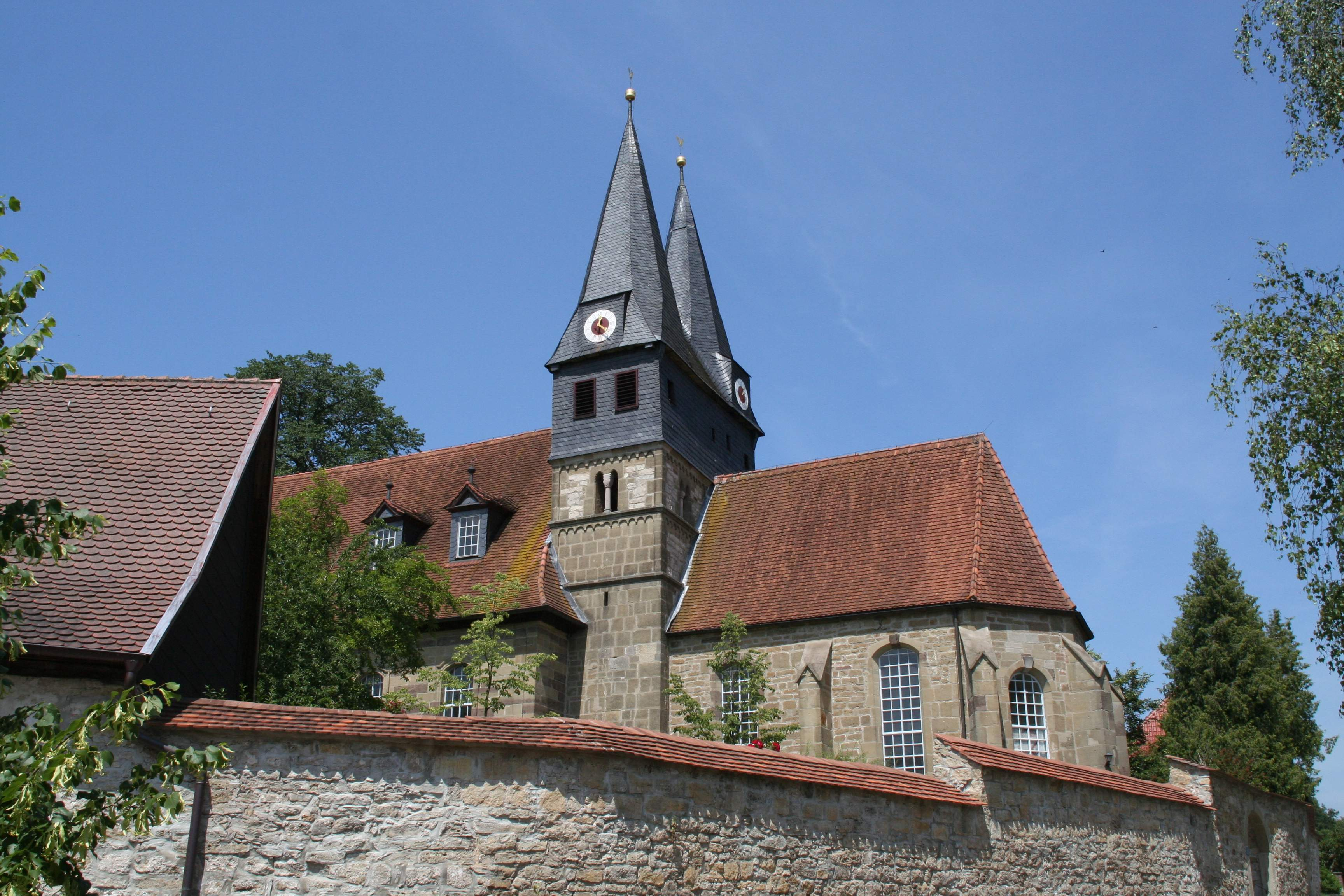
Kościół św. Wawrzyńca (St. Laurentius)
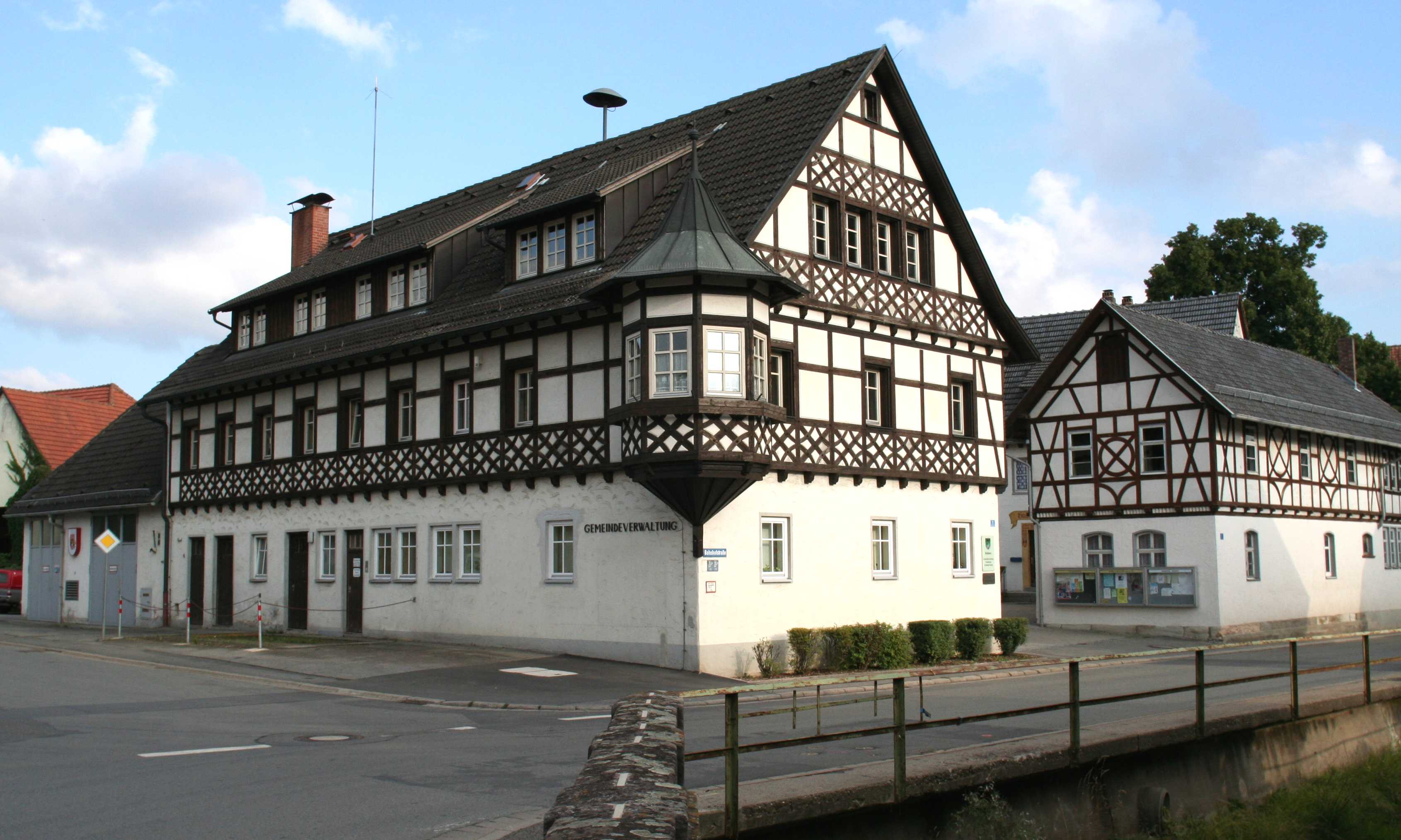
Ratusz
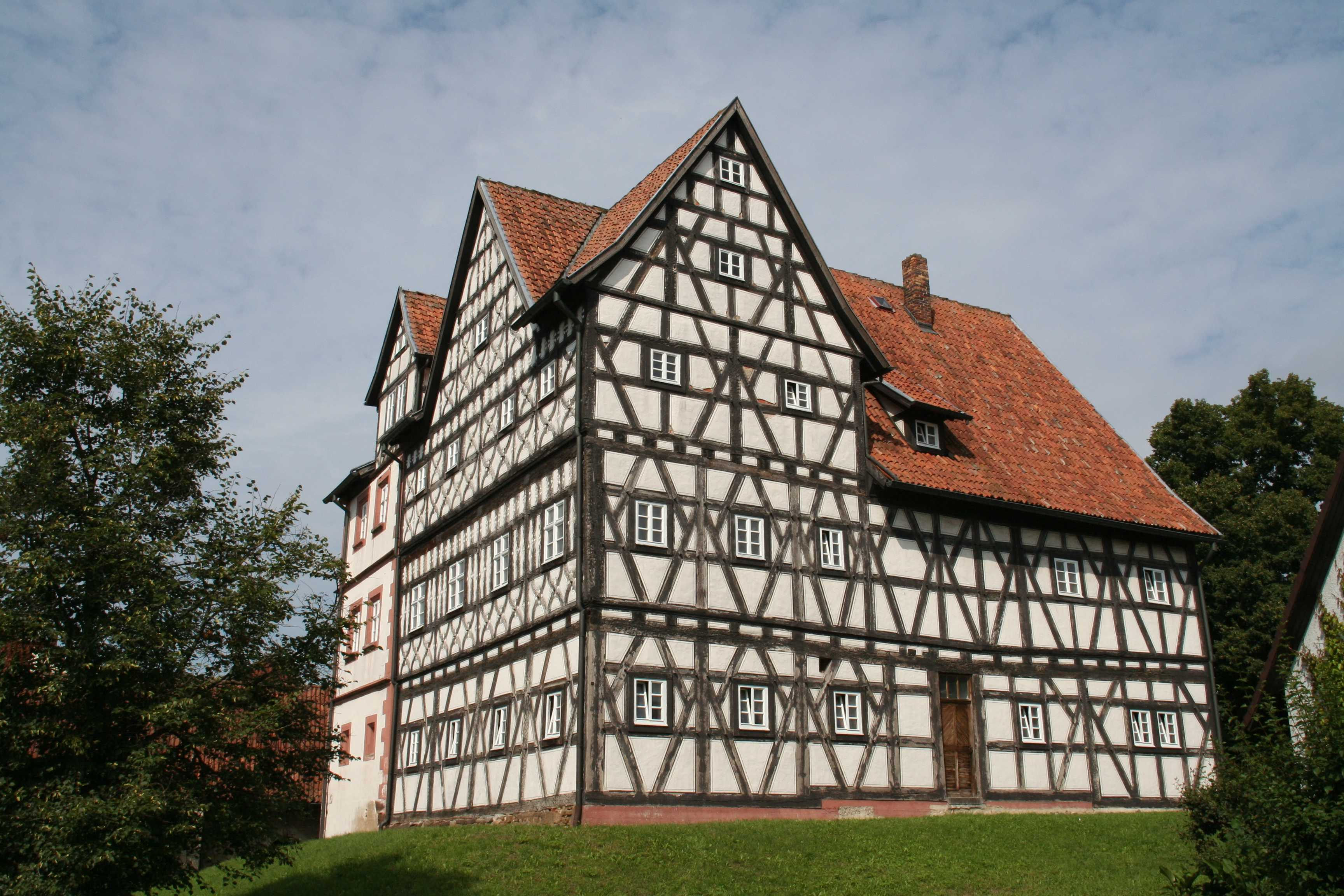
Zamek Sternberg
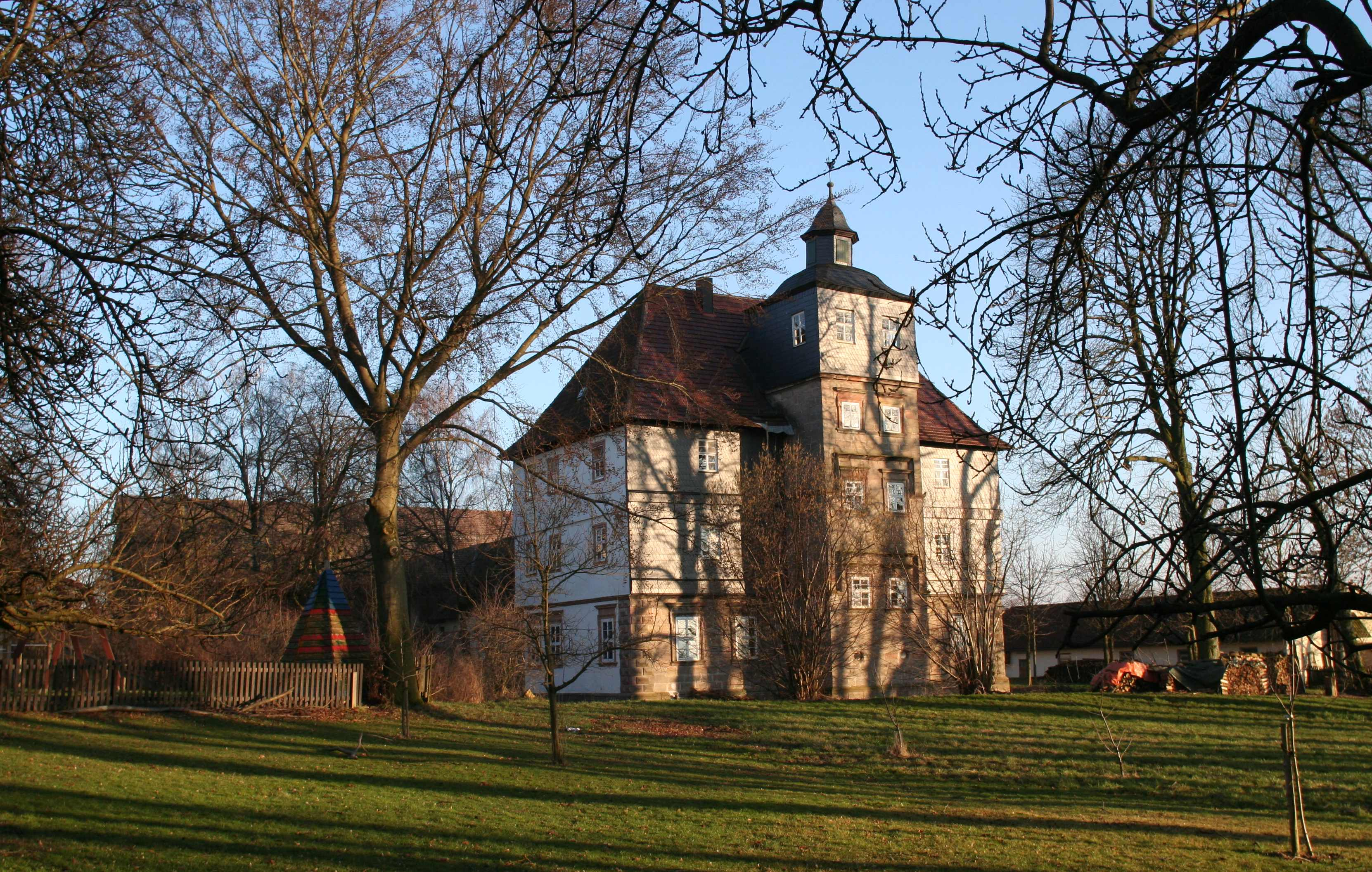
Zamek wodny
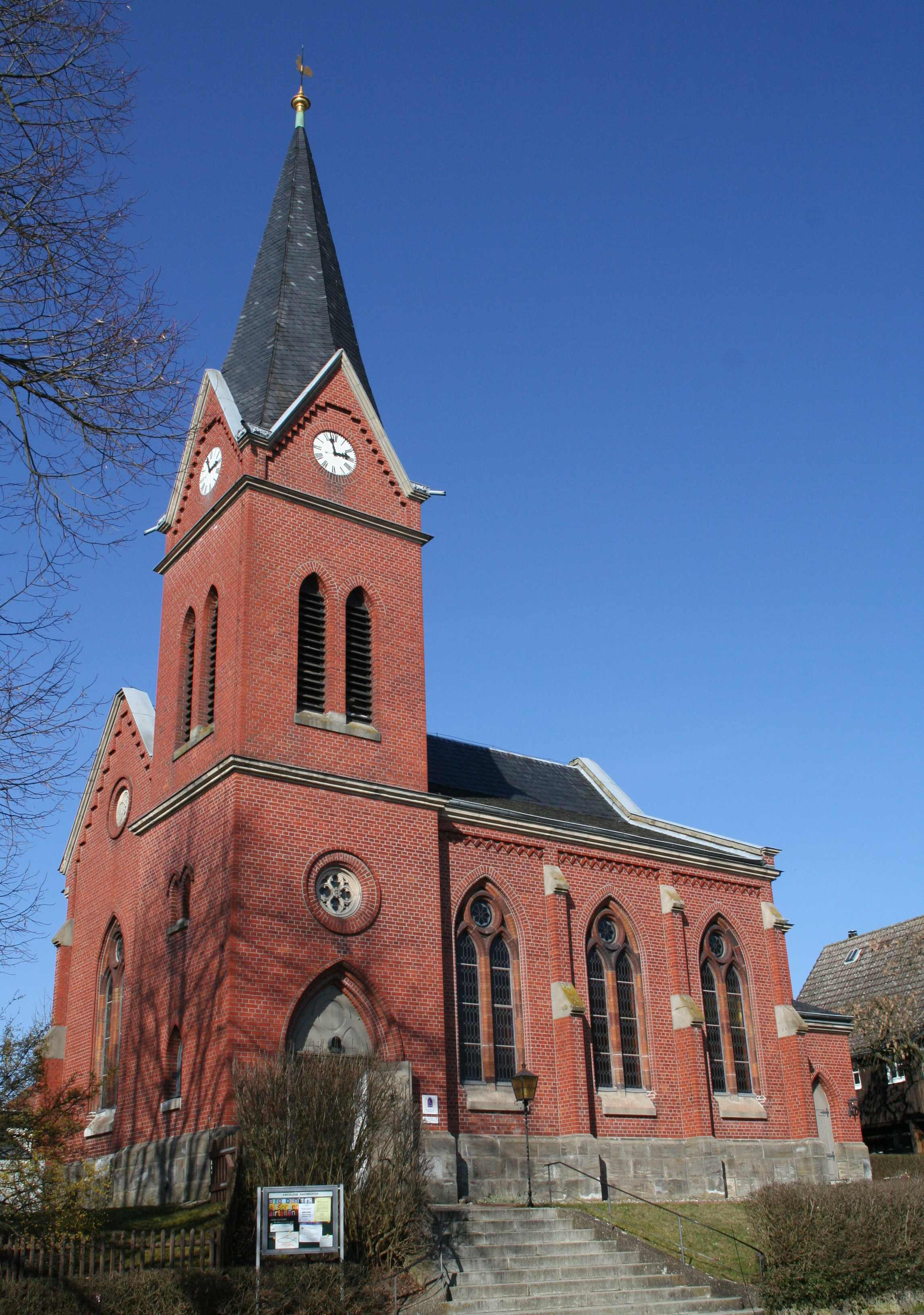
Kościół ewangelicki w dzielnicy Wiesenfeld